# Porphyrinia cyrenaea
Porphyrinia cyrenaea là một loài bướm đêm trong họ Noctuidae.